# Nigéria az 1984. évi nyári olimpiai játékokon
Nigéria az egyesült államokbeli Los Angelesben megrendezett 1984. évi nyári olimpiai játékok egyik részt vevő nemzete volt. Az országot az olimpián 4 sportágban 32 sportoló képviselte, akik összesen 2 érmet szereztek.

## Érmesek
| Érem  | Versenyző                                                 | Sportág   | Versenyszám           |
| ----- | --------------------------------------------------------- | --------- | --------------------- |
| Ezüst | Peter Konyegwachie                                        | Ökölvívás | Pehelysúly            |
| Bronz | Sunday Uti Moses Ugbisien Rotimi Peters Innocent Egbunike | Atlétika  | Férfi 4 × 400 m váltó |

## Atlétika
Férfi
| Versenyző                                                                     | Versenyszám     | Előfutam | Előfutam | Előfutam | Negyeddöntő | Negyeddöntő | Negyeddöntő | Elődöntő | Elődöntő | Elődöntő | Döntő   | Döntő    |
| Versenyző                                                                     | Versenyszám     | Idő      | Hely.    | Össz.    | Idő         | Hely.       | Össz.       | Idő      | Hely.    | Össz.    | Idő     | Helyezés |
| ----------------------------------------------------------------------------- | --------------- | -------- | -------- | -------- | ----------- | ----------- | ----------- | -------- | -------- | -------- | ------- | -------- |
| Chidi Imoh                                                                    | 100 m           | 10,39    | 2.       | 10.      | 10,42       | 5.          | 12.         | kiesett  | kiesett  | kiesett  | kiesett | kiesett  |
| Sunday Uti                                                                    | 400 m           | 45,74    | 3.       | 6.       | 45,01       | 2.          | 4.          | 44,83    | 2.       | 2.       | 44,93   | 6.       |
| Innocent Egbunike                                                             | 400 m           | 46,63    | 1.       | 30.      | 45,26       | 1.          | 7.          | 45,16    | 1.       | 5.       | 45,35   | 7.       |
| Henry Amike                                                                   | 400 m gát       | 50,11    | 2.       | 14.      |             |             |             | 49,36    | 4.       | 6.       | 53,78   | 8.       |
| Isiaq Adeyanju Eseme Ikpoto Olajidie Oyeledun Chidi Imoh Lawrence Adegbeingbe | 4 × 100 m váltó | 39,94    | 4.       | 8.       |             |             |             | 38,98    | 5.       | 6.       | kiesett | kiesett  |
| Sunday Uti Moses Ugbisien Rotimi Peters Innocent Egbunike                     | 4 × 400 m váltó | 3:06,34  | 3.       | 12.      |             |             |             | 3:02,22  | 1.       | 2.       | 2:59,32 |          |

| Versenyző      | Versenyszám | Selejtező | Selejtező | Döntő    | Döntő    |
| Versenyző      | Versenyszám | Eredmény  | Helyezés  | Eredmény | Helyezés |
| -------------- | ----------- | --------- | --------- | -------- | -------- |
| Yusuf Alli     | Távolugrás  | 782 cm    | 11.       | 778 cm   | 9.       |
| Joshua Kio     | Távolugrás  | 776 cm    | 12.       | 757 cm   | 12.      |
| Ajayi Agbebaku | Hármasugrás | 16,93 m   | 3.        | 16,67 m  | 7.       |
| Joseph Taiwo   | Hármasugrás | 16,61 m   | 7.        | 16,64 m  | 9.       |
| Paul Emordi    | Hármasugrás | 15,88 m   | 21.       | kiesett  | kiesett  |

Női
| Versenyző      | Versenyszám | Előfutam | Előfutam | Előfutam | Elődöntő | Elődöntő | Elődöntő | Döntő         | Döntő         |
| Versenyző      | Versenyszám | Idő      | Hely.    | Össz.    | Idő      | Hely.    | Össz.    | Idő           | Helyezés      |
| -------------- | ----------- | -------- | -------- | -------- | -------- | -------- | -------- | ------------- | ------------- |
| Ifeoma Mbanugo | Maraton     |          |          |          |          |          |          | nem ért célba | nem ért célba |
| Maria Usifo    | 100 m gát   | 13,54    | 2.       | 13.*     | 13,52    | 6.       | 12.      | kiesett       | kiesett       |
| Maria Usifo    | 400 m gát   | 57,78    | 2.       | 14.      | 58,55    | 8.       | 16.      | kiesett       | kiesett       |

* - egy másik versenyzővel azonos eredményt ért el

## Birkózás
Szabadfogású
| Versenyző      | Versenyszám | Vigaszágas kiesés | Vigaszágas kiesés | 5. helyért                             | Bronz- mérkőzés   | Döntő             | Helyezés    |
| Versenyző      | Versenyszám | Ellenfél Eredmény | Hely.             | Ellenfél Eredmény                      | Ellenfél Eredmény | Ellenfél Eredmény | Helyezés    |
| -------------- | ----------- | --- | ----------------- | -------------------------------------- | ----------------- | ----------------- | ----------- |
| Seidu Olawale  | 74 kg       | B csoport · Oscar Strático (ARG) · 15–5 · Martin Knosp (FRG) · kétvállas · Rajinder Singh (IND) · 2–6                                                               | 7.                | kiesett                                | kiesett           | kiesett           | helyezetlen |
| Kally Agogo    | 82 kg       | B csoport · Ken Reinsfield (NZL) · 1–5 · Stefan Kurpas (GBR) · passzivitás                                                                                          | 7.                | kiesett                                | kiesett           | kiesett           | helyezetlen |
| Macauley Appah | 90 kg       | B csoport · Mamadou Diallo (MTN) · 6–5 · Bodo Lukowski (FRG) · kétvállas · a 3. fordulóban erőnyerő · Döntő · Óta Akira (JPN) · 0–13 · Noel Loban (GBR) · kétvállas | 3.                | İsmail Temiz (TUR) · feladta (sérülés) |                   |                   | 5.          |

## Ökölvívás
| Versenyző          | Versenyszám  | Selejtező                 | 32-es főtábla                 | Nyolcaddöntő                   | Negyeddöntő                              | Elődöntő                 | Döntő                       | Helyezés |
| Versenyző          | Versenyszám  | Ellenfél Eredmény         | Ellenfél Eredmény             | Ellenfél Eredmény              | Ellenfél Eredmény                        | Ellenfél Eredmény        | Ellenfél Eredmény           | Helyezés |
| ------------------ | ------------ | ------------------------- | ----------------------------- | ------------------------------ | ---------------------------------------- | ------------------------ | --------------------------- | -------- |
| Joe Orewa          | Harmatsúly   | erőnyerő                  | Wanchai Pongsri (THA) · KO    | Héctor López (MEX) · 1:4       | kiesett                                  | kiesett                  | kiesett                     | 9.       |
| Peter Konyegwachie | Pehelysúly   | erőnyerő                  | Ali Faki (MAW) · 5:0          | Rafael Zuñiga (COL) · 4:1      | Charles Lubulwa (UGA) · 5:0              | Turgut Aykaç (TUR) · 5:0 | Meldrick Taylor (USA) · 0:5 |          |
| Christopher Ossai  | Könnyűsúly   | Latt Zaw (MYA) · 5:0      | Angel Beltre (DOM) · RSC      | Leopoldo Cantancio (PHI) · 0:5 | kiesett                                  | kiesett                  | kiesett                     | 9.       |
| Charles Nwokolo    | Kisváltósúly | Dimus Chisala (ZAM) · 5:0 | William Galiwango (UGA) · 5:0 | Jorge Maysonet (PUR) · 2:3     | kiesett                                  | kiesett                  | kiesett                     | 9.       |
| Roland Omoruyi     | Váltósúly    | erőnyerő                  | Bernard Wilson (GRN) · RSC    | kiesett                        | kiesett                                  | kiesett                  | kiesett                     | 17.      |
| Jerry Okorodudu    | Középsúly    |                           | Pekka Laasanen (FIN) · 5:0    | Tom Corr (IRL) · 4:1           | Sin Dzsunszop (Sin Jun-Seop) (KOR) · 1:4 | kiesett                  | kiesett                     | 5.       |

RSC – a mérkőzésvezető megállította a mérkőzést

## Súlyemelés
| Versenyző         | Versenyszám | Szakítás | Szakítás | Lökés                    | Lökés                    | Összesen | Helyezés |
| Versenyző         | Versenyszám | Eredmény | Helyezés | Eredmény                 | Helyezés                 | Összesen | Helyezés |
| ----------------- | ----------- | -------- | -------- | ------------------------ | ------------------------ | -------- | -------- |
| Lawrence Iquaibom | 60 kg       | 107,5    | 15.      | 130,0                    | 15.                      | 237,5    | 14.      |
| Patrick Bassey    | 67,5 kg     | 132,5    | 7.       | 162,5                    | 8.                       | 295,0    | 9.       |
| Emmanuel Oshomah  | 90 kg       | 147,5    | 16.      | 180,0                    | 16.                      | 327,5    | 16.      |
| Oliver Orok       | 100 kg      | 172,5    | 1.       | érvényes kísérlet nélkül | érvényes kísérlet nélkül | kiesett  | kiesett  |
| Batholomew Oluoma | +110 kg     | 150,0    | 6.       | 187,5                    | 4.                       | 337,5    | 5.       |
| Ironbar Bassey    | +110 kg     | 155,0    | 5.       | érvényes kísérlet nélkül | érvényes kísérlet nélkül | kiesett  | kiesett  |